# 水峪贯乡
水峪贯乡，是中华人民共和国山西省忻州市岢岚县下辖的一个乡镇级行政单位。

## 行政区划
水峪贯乡下辖以下地区：
芦子河村、张家沟村、娘娘庙村、新窑村、刘村、寨子村、草滩坪村、旧舍科村、后山村、水峪贯村、沙塔村、维塔村、桑洼村、长塔村、大化村、大南沟村、小化沟村、补子梁村、则堡塔村、寨上村和华咀渠村。